# クロフェンテジン
クロフェンテジン（英: Clofentezine）は、テトラジン骨格を持つ殺ダニ剤の一種である。

## 歴史・用途
本物質はイギリスのフィソン社（現在のバイエル クロップサイエンス）により発見された。殺ダニ剤としての開発は1981年にFBC社に引き継がれ、1983年には合併によりシエーリング社に継承された。その後の業界再編によりシエーリング社はヘキスト・シエーリング・アグレボ社を経てアベンティス社となったが、本剤の権利は2000年にマクテシム・アガン社が買収している。
日本においては1982年より柑橘類、リンゴおよび茶のハダニに対する委託試験が開始され、1989年3月24日にミカン・リンゴ・ナシ・モモ・茶に対する農薬登録を受けた。その後黄桃・アズキ・スイカ・テンサイも適用作物として登録されたが、2007年8月にミカン・アズキ・スイカ・テンサイの登録が削除された。商品名には「カーラ」などがある。
ミカンハダニ・リンゴハダニ・ナミハダニ・カンザワハダニなど広範囲のハダニの卵および幼虫に有効であるが、成虫に対しては効果は低い。作用機序は不詳であるが、胚の発育時にクチクラの形成を阻害するためと推測されている。一日摂取許容量（ADI）は0.017mg/kg 体重/日と設定されている。